# Öttusa a 2004. évi nyári olimpiai játékokon
A 2004. évi nyári olimpiai játékokon öttusában két versenyszámban avattak olimpiai bajnokot.

## Éremtáblázat
(Magyarország eltérő háttérszínnel, az egyes számoszlopok legmagasabb értéke, illetve értékei vastagítással kiemelve.)
| A 2004. évi nyári olimpiai játékok éremtáblázata öttusában | A 2004. évi nyári olimpiai játékok éremtáblázata öttusában | A 2004. évi nyári olimpiai játékok éremtáblázata öttusában | A 2004. évi nyári olimpiai játékok éremtáblázata öttusában | A 2004. évi nyári olimpiai játékok éremtáblázata öttusában | Olimpia  |
| ---------------------------------------------------------- | ---------------------------------------------------------- | ---------------------------------------------------------- | ---------------------------------------------------------- | ---------------------------------------------------------- | -------- |
|                                                            | Ország                                                     | Arany                                                      | Ezüst                                                      | Bronz                                                      | Összesen |
| 1.                                                         | Magyarország (HUN)                                         | 1                                                          | 0                                                          | 0                                                          | 1        |
| 1.                                                         | Oroszország (RUS)                                          | 1                                                          | 0                                                          | 0                                                          | 1        |
|                                                            |                                                            |                                                            |                                                            |                                                            |          |
| 3.                                                         | Lettország (LAT)                                           | 0                                                          | 1                                                          | 0                                                          | 1        |
| 3.                                                         | Litvánia (LTU)                                             | 0                                                          | 1                                                          | 0                                                          | 1        |
|                                                            |                                                            |                                                            |                                                            |                                                            |          |
| 5.                                                         | Csehország (CZE)                                           | 0                                                          | 0                                                          | 1                                                          | 1        |
| 5.                                                         | Nagy-Britannia (GBR)                                       | 0                                                          | 0                                                          | 1                                                          | 1        |
|                                                            |                                                            |                                                            |                                                            |                                                            |          |
| Összesen                                                   | Összesen                                                   | 2                                                          | 2                                                          | 2                                                          | 6        |

## Érmesek
| A 2004. évi nyári olimpiai játékok érmesei öttusában |                                      |       |                                         |       |                                         |       |
| Versenyszám                                          | Arany                                | Arany | Ezüst                                   | Ezüst | Bronz                                   | Bronz |
| Férfi                                                | Andrej Moiszejev · Oroszország (RUS) | 5480  | Andrejus Zadneprovskis · Litvánia (LTU) | 5428  | Libor Capalini · Csehország (CZE)       | 5392  |
| Női                                                  | Vörös Zsuzsanna · Magyarország (HUN) | 5448  | Jeļena Rubļevska · Lettország (LAT)     | 5380  | Georgina Harland · Nagy-Britannia (GBR) | 5344  |

## Magyar szereplés
- Balogh Gábor 8. hely 5 296 pont
- Füri Csilla 11. hely 5 144 pont
- Kállai Ákos 18. hely 5 132 pont
- Vörös Zsuzsanna 1. hely 5 448 pont